# Lesothosaurus
Lesothosaurus ("Ödla från Lesotho"), släkte med småvuxna dinosaurier påträffade i Sydafrika, och tros ha levt under Äldre Juraperioden för omkring 195 milj år sedan. Lesothosaurus betraktas som en av de allra tidigaste fågelhöftade dinosaurierna, som utmärker sig genom sina bakåtvända blygdben. Enligt en studie av Knoll och Padian (2010) kan dinosauriesläktet Stormebergia vara en synonym till Lesothosaurus.

## Beskrivning

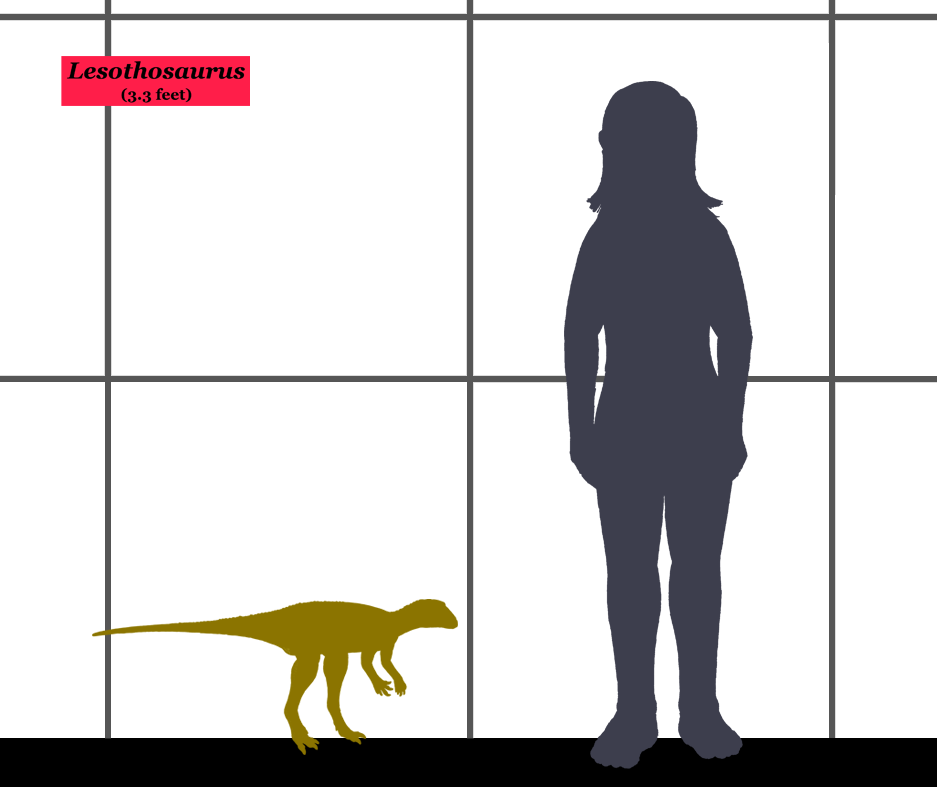
Lesothosaurus storlek, i jämförelse med en människa.

Lesothosaurus var ett litet djur, och mätte cirka en meter från nos till svansspets. Den hade långa bakben, vilket troligen gjorde den relativt snabb, och den långa svansen fungerade troligtvis som balans för kroppen. Frambenen var ganska korta. Huvudet hade spetsig nos och stora ögon. Man tror att munnen var utformad till en liten näbb, som Lesothosaurus kunde använda för att knipsa av växter.